# Audovère
Titre
Reine des Francs
Audovère ou Audowère, en latin Audovera, née vers 530  et assassinée en 580 au Mans, est une reine franque, première épouse de Chilpéric Ier, roi de Neustrie.

## Biographie
Grégoire de Tours cite Audovère en tant que première épouse officielle de Chilpéric Ier, à qui elle donne plusieurs enfants : 
- Thibert (v.548-551 † 573), vaincu et tué par les ducs Godegisel et Gontran Boson alors qu'il dévastait la Touraine, possession de son oncle Sigebert Ier ;
- Mérovée († 577), marié à sa tante par alliance Brunehilde et tonsuré, puis tué sur ordre de son père ;
- Clovis († 580), assassiné sur l'ordre de sa belle-mère Frédégonde ;
- Basine, violée par les hommes de Frédégonde après la mort de Clovis, puis religieuse au monastère Sainte-Croix de Poitiers. Elle participe à la révolte des nonnes de Poitiers avec sa cousine Chrotielde, fille de Caribert Ier[5] ;
- Childesinde, dont l'existence reste sujette à caution puisqu'elle n'est pas citée par Grégoire de Tours mais seulement par le Liber Historiae Francorum, un siècle et demi plus tard.

Le Liber historiæ Francorum, source relativement tardive (727) et au demeurant largement contestée, raconte comment Audovère est manipulée par sa servante Frédégonde et répudiée à son instigation. En effet, profitant d'une absence du roi parti se battre en Saxe contre son frère Sigebert, Frédégonde aurait abusé de la naïveté de la reine en lui faisant tenir elle-même son sixième enfant Childesinde sur les fonts baptismaux. Audovère se serait ainsi rendue coupable de devenir marraine de sa propre fille et commère de son mari, ce qui aux yeux de l'Église lui interdisait le lit conjugal sous peine d'être accusée d'inceste. À son retour de guerre, Chilpéric, mis au courant par Frédégonde, aurait répudié Audovère pour ne pas être lui-même excommunié, et l'aurait envoyée dans un couvent de la cité du Mans.
Cette anecdote haute en couleur illustre dans ses grandes lignes le texte antérieur de Grégoire de Tours qui précise que Chilpéric fut contraint de renvoyer l'ensemble de ses épouses (légitime(s) et secondaires) pour pouvoir convoler avec la princesse wisigothe Galswinthe (vers 568).
Audovère est par la suite victime de la politique de Frédégonde dont l'objectif est l'élimination du premier noyau familial de son mari. D'après Grégoire de Tours, l'ancienne reine fut ainsi assassinée en 580 et deux de ses fils, Clovis et Mérovée, poursuivis et mis à mort sur ordre de Frédégonde. Quant à la princesse Basina, elle fut violée par les hommes de sa belle-mère afin d'être écartée de la succession royale, puis enfermée au couvent de Poitiers (dirigé par la reine Radegonde).